# 斯坦頓鎮區 (堪薩斯州林縣)
斯坦頓鎮區（英語：Stanton Township）為美國堪薩斯州林縣轄下的鎮區。2010年美国人口普查中該鎮區人口有178人。

## 地理
斯坦頓鎮區涵蓋總面積為77.45平方（29.90平方英里），其中77.1平方（29.8平方英里）為陸地，0.36平方（0.14平方英里）或0.46%為水域。海拔高度282（925英尺）。

## 人口統計
根據2010年美國人口普查，斯坦頓鎮區人口有178人，住房86戶，人口密度為2.3人/每平方公里。此鎮區居民之種族中，白人有175人，非裔美國人有0人，美洲原住民有1人，亞裔美國人有0人，太平洋島裔美國人有0人，其他種族有0人，混血種族則有2人。此外此鎮區有1人為西班牙裔或拉丁裔美國人。

## 交通

### 主要公路
- 7號堪薩斯州州道
- 31號堪薩斯州州道